# 磷酸葡萄糖酸2-脱氢酶
磷酸葡萄糖酸2-脱氢酶（英語：phosphogluconate 2-dehydrogenase，EC 1.1.1.43 （页面存档备份，存于））是一种以NAD+或NADP+为受体、作用于供体CH-OH基团上的氧化还原酶。这种酶能催化以下酶促反应：
6-磷酸-D-葡萄糖酸 + NAD(P)+ {\displaystyle \rightleftharpoons } 6-磷酸-2-脱氢-D-葡萄糖酸 + NAD(P)H + H+
磷酸葡萄糖酸2-脱氢酶主要参与磷酸戊糖途径以及谷胱甘肽的代谢过程。